# Los Cristales
Los Cristales es una localidad peruana ubicada en el distrito de Huancabamba, perteneciente a la provincia homónima del departamento de Piura, al norte del Perú. 

## Ubicación
Los Cristales se ubica al noroeste de la provincia de Huancabamba, en el distrito de Huancabamba, en el departamento de Piura.

## Demografía
En 2017 Los Cristales tenía una población de 47 habitantes.